# Krustrup
Krustrup (1456 Crukstorp) ligger i Vendsyssel og er en bebyggelse i Sankt Hans Sogn umiddelbart vest for Hjørring by. Landsbyen ligger i Region Nordjylland og tilhører Hjørring Kommune.

## Historie
I Krustrup havde bispestolen i Børglum en gård som biskop Jep Friis 1456 overlod Maren Pedersdatter, enke efter væbner Anders Thomsen af Ormholt (Dronninglund Herred), og hendes søn Lars Nielsen for begges livstid, da hun overdrog Ormholt til bispestolen.